# انتقاد منظمة العفو الدولية
انتقدت عدة حكومات منظمة العفو الدولية متهمة إياها بادعاءات تتمحور حول التحيز في الاختيار والتحيز في الإيديولوجية والسياسة الخارجية ضد البلدان غير الغربية أو الدول المدعومة من الغرب. ومن الحكومات التي انتقدت منظمة العفو الدولية: حكومة إسرائيل، جمهورية الكونغو الديمقراطية، الصين، فيتنام، روسيا، والولايات المتحدة الأمريكية. شكت هذه الدول المراقبة أحادية الجانب التي تمارسها منظمة العفو الدولية، وانتقدت عدم ممارسة المنظمة دورها كعامل مخفف في التهديدات التي يتعرض لها الأمن. كانت تصرفات هذه الحكومات -وغيرها من الحكومات التي تنتقد منظمة العفو الدولية- موضع اهتمام منظمات حقوق الإنسان الناطقة عبر منظمة العفو الدولية.
انتقدت الكنيسة الكاثوليكية منظمة العفو الدولية بسبب موقفها من قضية الإجهاض، وخاصة في البلدان ذات الأغلبية الكاثوليكية، وانتُقدَت المنظمة كذلك بسبب دفعها أجورًا عالية للعاملين فيها، وأظهر تقرير صدر عام 2019 وجود بيئة عمل سامة في منظمة العفو الدولية.

## الكنيسة الكاثوليكية وسياسات الإجهاض لمنظمة العفو الدولية منذ عام 2007
غيرت منظمة العفو الدولية في نيسان عام 2007 موقفها المحايد حول الإجهاض إلى دعم الوصول إلى الإجهاض في حالات الاغتصاب وسفاح القربى، وبالطبع عندما تتعرض حياة الأم أو صحتها للخطر. لا تشجع السياسة الرسمية لمنظمة العفو الدولية على الإجهاض باعتباره حقًّا عالميًا، لكنها تدعم إلغاء تجريم الإجهاض. ووفقًا لنائبة الأمين العام كيت غيلمور، كان النقاش الدائر حول هذا التغيير صعبًا، لكن في نهاية المطاف دعمت الغالبية العظمى من مجموعات منظمة العفو الوطنية هذا التغيير. مع ذلك، عارضت العديد من المنظمات التغيير، تضمّنت شخصيات بارزة في الكنيسة الكاثوليكية كانوا داعمين مهمين لمنظمة العفو الدولية، بالإضافة إلى مجموعة من المشرعين الأمريكيين. قدرت سوزان تريميل - المتحدثة باسم منظمة العفو الدولية- استقالة ما يقدر بنحو  200شخص -وربما أقل- من بين أكثر من 400000 عضو بسبب هذه القضية.
أصدر المجلس البابوي للعدالة والسلام في الكنيسة الكاثوليكية في حزيران عام 2007 بيانًا حثّ الكاثوليك على عدم التبرع لمنظمة العفو بسبب موقفها من الإجهاض. قال الكاردينال ريناتومارتينو إن الإجهاض جريمة قتل، وفي مقابلة له مع السجل الوطني الكاثوليكي، قال الكاردينال: «إذا استمرت منظمة العفو الدولية في هذا الإجراء، يجب على الأفراد والمنظمات الكاثوليكية سحب دعمهم، لأن قرارها في تعزيز الحق بالإجهاض يعتبر خيانة لمهمتها». وعلى إثر ذلك، سحبت الكنيسة تمويلها على المستوى العالمي للمنظمة، واتّخذت الكنائس في مواقع مختلفة خطوات أخرى لقطع علاقاتها مع المجموعة.

## تجريم الدعارة
كشف ملخص لاجتماع منظمة العفو الدولية في المملكة المتحدة في عام 2013 عن نية دعم إلغاء تجريم الدعارة قبل أي تشاور مع أعضاء منظمة العفو الدولية أو أصحاب المصلحة. وعندما سُربت نسخة من بيانات هذه السياسة في أوائل عام 2014، أدان العديد من النسويات والناجيات من الدعارة هذا الاقتراح، وقوبلت منظمة العفو بانتقادات كثيرة.
أُعطي الأعضاء ثلاثة أسابيع -من 2 إلى 21 نيسان عام 2014-  لتقديم تعليقاتهم على الوثيقة، ومع ذلك لم يتلقَ معظم الأعضاء إشعارًا بتوافر هذا الخيار لهم. وفي 7 يوليو عام 2015، أصدرت المنظمة مسودة محدّثة لأعضاء منظمة العفو الدولية، لكنها انتُقدت مرة أخرى من قبل المنظمات النسوية، بما في ذلك التحالف ضد الاتجار بالنساء (CATW) الذي نشر خطابًا مفتوحًا وقعه أكثر من 400 شخص ومنظمة؛ أدان هذا الخطاب «اقتراح منظمة العفو الدولية تبني سياسة تدعو إلى إلغاء تجريم القوادين وأصحاب بيوت الدعارة والمشترين للجنس -أي أعمدة صناعة الجنس العالمية البالغة 99 مليار دولار».
خلافًا للادعاءات بأن إزالة التجريم ستجعل الأشخاص الذين يمارسون البغاء أكثر أمانًا، أشار النقاد إلى الأبحاث التي أدت فيها إزالة القيود المفروضة على صناعة الجنس إلى نتائج كارثية: «ألغت الحكومة الألمانية -على سبيل المثال- القيود المفروضة على صناعة الدعارة في عام 2002، لكنها وجدت أن صناعة الجنس لم تصبح أكثر أمانًا للنساء بعد ذلك، بل أدى هذا الأمر إلى نمو هائل في بيوت الدعارة القانونية في ألمانيا، وأدى إلى زيادة الاتجار بالجنس». وكحل بديل، طالب هؤلاء النشطاء منظمة العفو الدولية بدعم ما يسمى بالنموذج الشمال أوروبي؛ وهو نموذج يُجرّم القوادين والمشترين للجنس، بينما لا يُجرِّم الأشخاص الذين يمارسون البغاء.
نشر عدد كبير من المنظمات غير الحكومية في أوائل أغسطس خطابًا مفتوحًا لدعم اقتراح إلغاء التجريم، ومن بين المنظمات التي دعمت موقف منظمة العفو الدولية: لجنة حقوق العاملين بالجنس في أوروبا (ICRSE)، شبكة الدفاع عن حقوق العاملين بالجنس في وسط وشرق أوروبا وآسيا الوسطى (SWAN)، هيومن رايتس ووتش، والتحالف العالمي ضد الاتجار في النساء.
اعتمد اجتماع المجلس الدولي (ICM) في 11 أغسطس من عام  2015قرارًا يسمح للمجلس الدولي بوضع واعتماد سياسة إلغاء التجريم.

## إنكار النظام السوري نتائج تحقيق منظمة العفو الدولية حول سجن صيدنايا
أفادت منظمة العفو الدولية في فبراير من عام 2017 بتعرض عدد يقدر بنحو 5000 - 13000 سجين للتعذيب حتى الموت على أيدي الحكومة السورية في سجن صيدنايا بين عامي 2011 و2016؛ الأمر الذي وصفته المنظمة بـ «مسلخ إنساني». ومع ذلك، نفت سوريا هذه البيانات بشدة، إذ قالت الحكومة إن هذه الادعاءات خاطئة وجزء من حملة تشويه واسعة ضد الحكومة السورية.

## تقرير 2019 عن التنمر في مكان العمل داخل منظمة العفو الدولية
قدّم فريق إدارة منظمة العفو الدولية في فبراير من عام 2019 الاستقالة بعد أن كشف تقرير مستقل «البيئة السامة» للتنمر (أو البلطجة) في مكان العمل؛ بإعطائه أدلة على التنمر والمضايقة والتمييز الجنسي والعنصرية ضمن مكان العمل. طُلب هذا التقرير بعد التحقيق في انتحار غيتان موتو –أحد المخضرمين في منظمة العفو- في باريس في مايو عام 2018 تاركًا رسالة أشار فيها إلى ضغوط العمل، وانتحار المتدربة روزاليند ماكجريجور البالغة من العمر 28 عامًا في جنيف في يوليو عام 2018. 
قال التقرير إن الجهود التي بذلتها منظمة العفو الدولية لمعالجة مشاكلها كانت «محددة، ارتكاسية، وغير متناسقة»، وإن الموظفين وصفوا فريق القيادة العليا بأنه بعيد وغير كفء وقاس. تضمنت قائمة الأشخاص الذين قدموا استقالتهم بعد التقرير كبار مديري الأبحاث، ومكتب الأمين العام، ومكتب جمع الأموال العالمي، ومكتب العمليات العالمية، ومكتب أفراد وخدمات، ومكتب القانون والسياسة والحملات، ومكتب الاتصالات. ومع ذلك، قال الأمين العام لمنظمة العفو الدولية كومي نايدو إنه قد لا يقبل جميع عروض الاستقالة، وإن أولويته تتمثل في إعادة بناء الثقة التي تحتاجها المنظمة حاليًا أكثر من أي وقت مضى.